# Kenneth A. Johnson
Kenneth A. Johnson, ameriški podčastnik in športni strelec, * 1968.
Graves je sodeloval na poletnih olimpijskih igrah leta 2000 (strelstvo, zračna puška).
Je član U.S. Army Marksmanship Unit.
Tudi njegova žena, Nancy, je strelka in je sodelovala na istih olimpijskih igrah.